# Мельниково (Ленинградская область)
Ме́льниково (до 1948 года Ря́йсяля, фин. Räisälä) — посёлок в Приозерском районе Ленинградской области, административный центр Мельниковского сельского поселения.

## Название
Зимой 1948 года решением исполкома Ряйсяльского сельсовета село Ряйсяля было переименовано в Отрадное. Однако комиссия по переименованию назначила другое название — Мельниково, обосновав решение формулировкой: «в память геройски погибшего воина С. А. Мельникова». Вероятно, речь шла об одном из погибших бойцов 265-й дивизии сформированной за счёт личного состава НКВД, попавшей в окружение в июле 1941 года в районе села Ряйсяля. Переименование было утверждено указом Президиума ВС РСФСР от 1 октября 1948 года.
В других источниках упоминается геройски погибший в 1941 году Никита Иванович Мельников.

## История
Археологические раскопки в посёлке Мельниково (холм Калмистомяки) выявили остатки поселения эпохи бронзы (1500—500 гг. до н. э., асбестовая керамика), а также грунтовый могильник.
В XII—XIV веках, во времена Новгородского владения земли нынешнего Мельниковского сельского поселения входили в состав Городенского погоста Корельского уезда Водской пятины. Основное население Ряйсяля до XVII века составляли карелы.
После того, как часть территории Карельского перешейка отошла к Швеции, православное население (карелы и русские) были вытеснены с этих земель. Их место заняли находящиеся в шведском подданстве финские поселенцы из центральной Финляндии и западной части Карельского перешейка.
После возвращения Петром I утраченных земель, упоминается в 1745 году на карте Ингерманландии и Карелии, как село Ряцела — центр Ряцелского погоста.

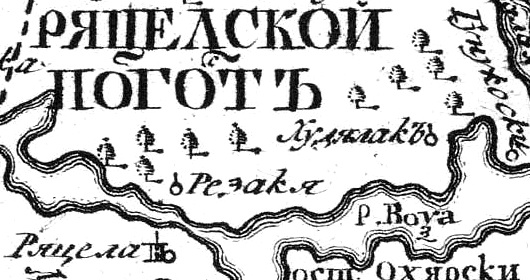
Село Ряцела на русской карте 1745 года

В имении Путория (территория современного посёлка Мельниково) родился археолог и этнограф Теодор Швиндт.
В 1912 году была построена лютеранская кирха.
На территории Кексгольмского уезда Ряйсяльский кирхшпиль считался чуть ли не самым процветающим в культурно-экономическом отношении. В самой деревне Ряйсяля, население которой в 1920-х годах достигло 1500 человек, были построены: спортивный стадион с террасой для бегов, Дом Союза рабочих (1939 год, ныне библиотека), Сбербанк (ныне почта), большой магазин (в 1954 году его реконструировали, ныне здесь располагается пекарня «Санита»), Дом престарелых (1932 год, ныне общежитие ПУ).
Регулярные пароходные рейсы по Вуоксе из волости Ряйсяля в Кексгольм начались в 1870-х годах (в лучшие годы ходили три судна). Через залив Иваска (юго-восточная окраина деревни Ряйсяля) в 1908 году был построен мост, а до этого здесь действовал паром.

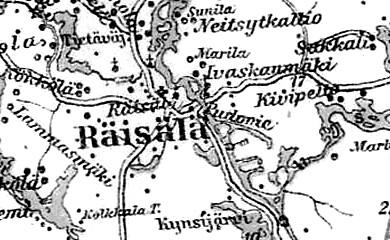
Село Ряйсяля на финской карте 1923 года

Волость Ряйсяля была знаменита своими спортсменами и песенными коллективами (в 1931 году смешанный хор Ряйсяля занял первое место на празднике песни в Хельсинки).
После военных событий 1939—1940 и 1941—1944 годов посёлок заселили переселенцы из центральных областей РСФСР.
До 1939 года село Ряйсяля входило в состав волости Ряйсяля Выборгской губернии Финляндской республики.
С 1 января 1940 года — в составе Карело-Финской ССР.
С 1 августа 1941 года по 31 июля 1944 года финская оккупация.
С 1 ноября 1944 года, село Ряйсяля является административным центром Ряйсяльского сельсовета Кексгольмского района Ленинградской области.
С 1 октября 1948 года оно учитывается как посёлок Мельниково в составе Мельниковского сельсовета Приозерского района. В ходе укрупнения хозяйства к посёлку были присоединены соседние селения Раппала, Ковапя, Мусакка, Киурумяки, Хярскенсаари, Кивипелто, Тимоска, Тимоскала, Ламмасмяки, Каркола, Супила, Тархала, Виртеля, Рийскамяки, Маккола, Паппила, Марила, Ивасканмяки, Пусала, Кеккеля, Каллиомяки, Путория, Риталахти и Тулоскоски.
В 1953 году вблизи посёлка Мельниково была выпущена в леса енотовидная собака в количестве 82 штук для расселения и размножения. В соседнем посёлке Коммунары организовали зверосовхоз.
К 1960 году в центральной усадьбе совхоза «Мельниково» проживал 1481 человек (343 хозяйства). Действовали средняя школа, больница на 25 койко-мест (с 1961 года), клуб, библиотека, хлебозавод, ремесленное училище № 49.
С 1 февраля 1963 года — в составе Выборгского района.
С 1 января 1965 года — вновь в составе Приозерского района. В 1965 году население посёлка составляло 1103 человека.
По данным 1966 и 1973 годов посёлок Мельниково являлся административным центром Мельниковского сельсовета.
По данным 1990 года в посёлке Мельниково проживали 2224 человека. Посёлок являлся административным центром Мельниковского сельсовета, в который входили 8 населённых пунктов: деревня Хвойное; посёлки Быково, Васильево, Горы, Коверино, Мельниково, Студёное, Торфяное, общей численностью населения 3001 человек.
В 1997 году в посёлке Мельниково Мельниковской волости проживал 1791 человек, в 2002 году — 2105 человек (русские — 94 %). Посёлок являлся административным центром волости.
В 2007 году в посёлке Мельниково Мельниковского СП проживали 1666 человек, в 2010 году — 1700 человек.

## География
Посёлок расположен в северо-западной части района на автодороге 41К-185 (Комсомольское — Приозерск) в месте пересечения её автодорогой 41К-153 (Сапёрное — Кузнечное) и примыкания автодороги 41К-262 (Сапёрное — Мельниково).
Расстояние до районного центра — 35 км
Расстояние до ближайшей железнодорожной станции Мюллюпельто — 20 км.
Посёлок находится на обоих берегах реки Вуокса.

## Демография
| 2007 | 2010  | 2017  |
| ---- | ----- | ----- |
| 1666 | ↗1700 | →1700 |

## Достопримечательности
- Лютеранская кирха, символ Мельниково (ул. Калинина, 5). Архитектор Йозеф Стенбек
- Мемориал советским воинам[17]
- Памятник финским солдатам, погибшим в Советско-финских войнах
- Православная церковь
- Остатки старого моста
- Усадьба (XIX—XX вв.) (Школьная ул., 18)
- Дом с мезонином (XIX—XX вв.) (Липовая ул.)
- Жилой дом (1-я треть XX века) (Выборгская ул., 1)
- Народная школа (1-я треть XX века) (ул. Калинина, 7)
- Дом настоятеля кирхи или здание старой больницы[18] (1-я треть XX века) (ул. Калинина, 41)
- Памятник археологии — стоянки Мельниково 1—13, неолит

## Галерея

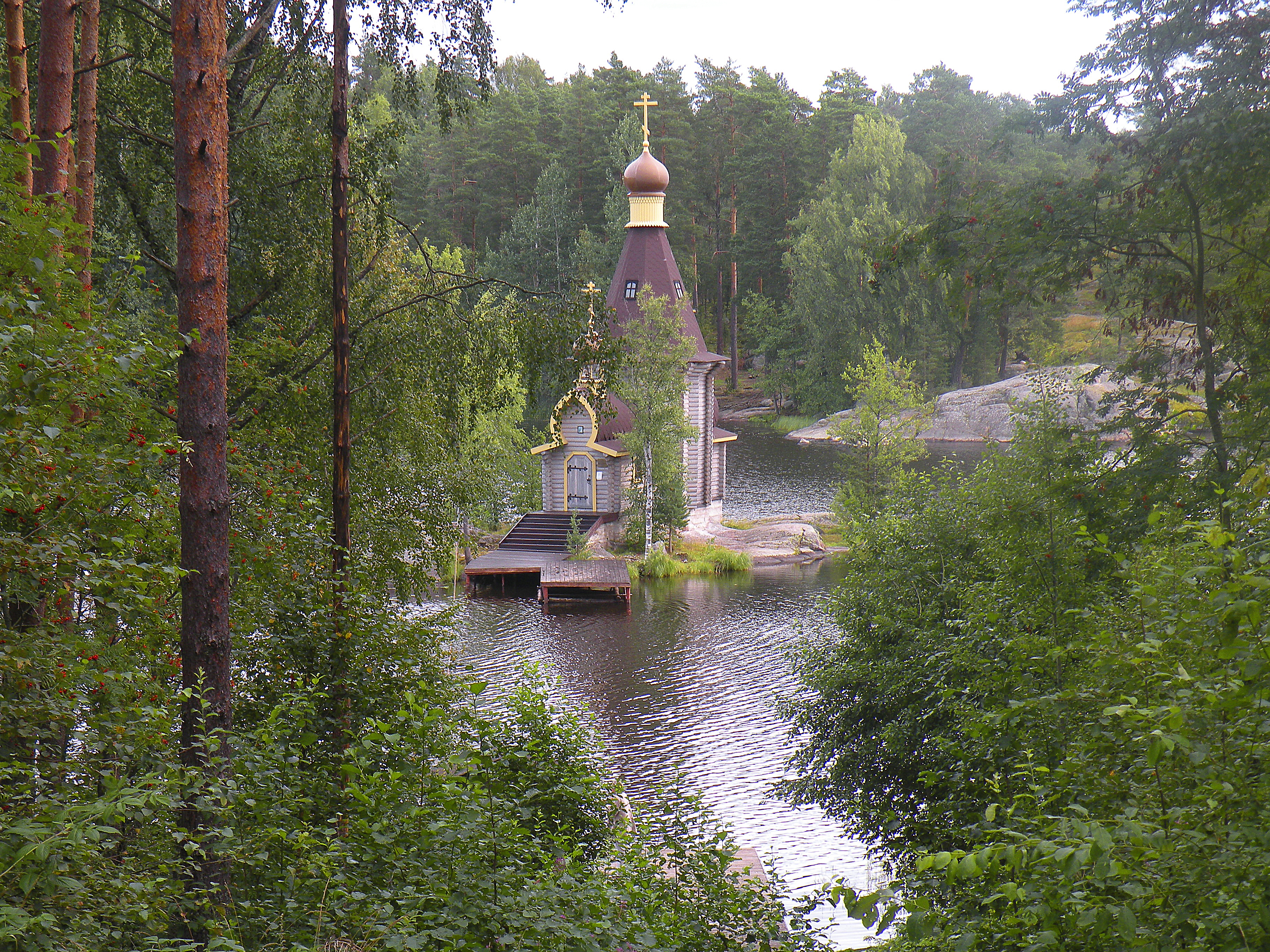
Церковь во имя св. Андрея Первозванного на Вуоксе
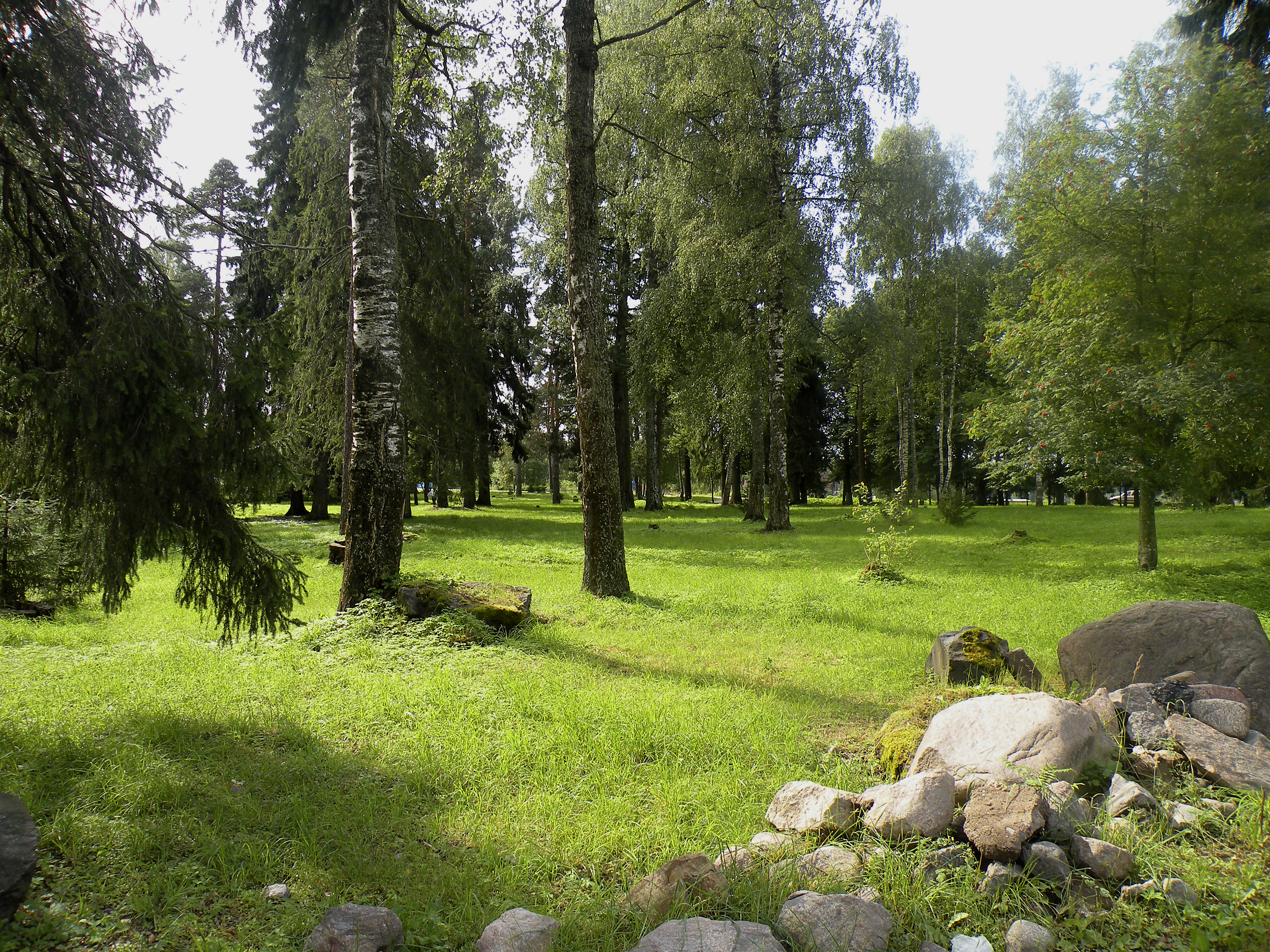
Уничтоженное в советский период финское кладбище рядом с Мельниковской кирхой
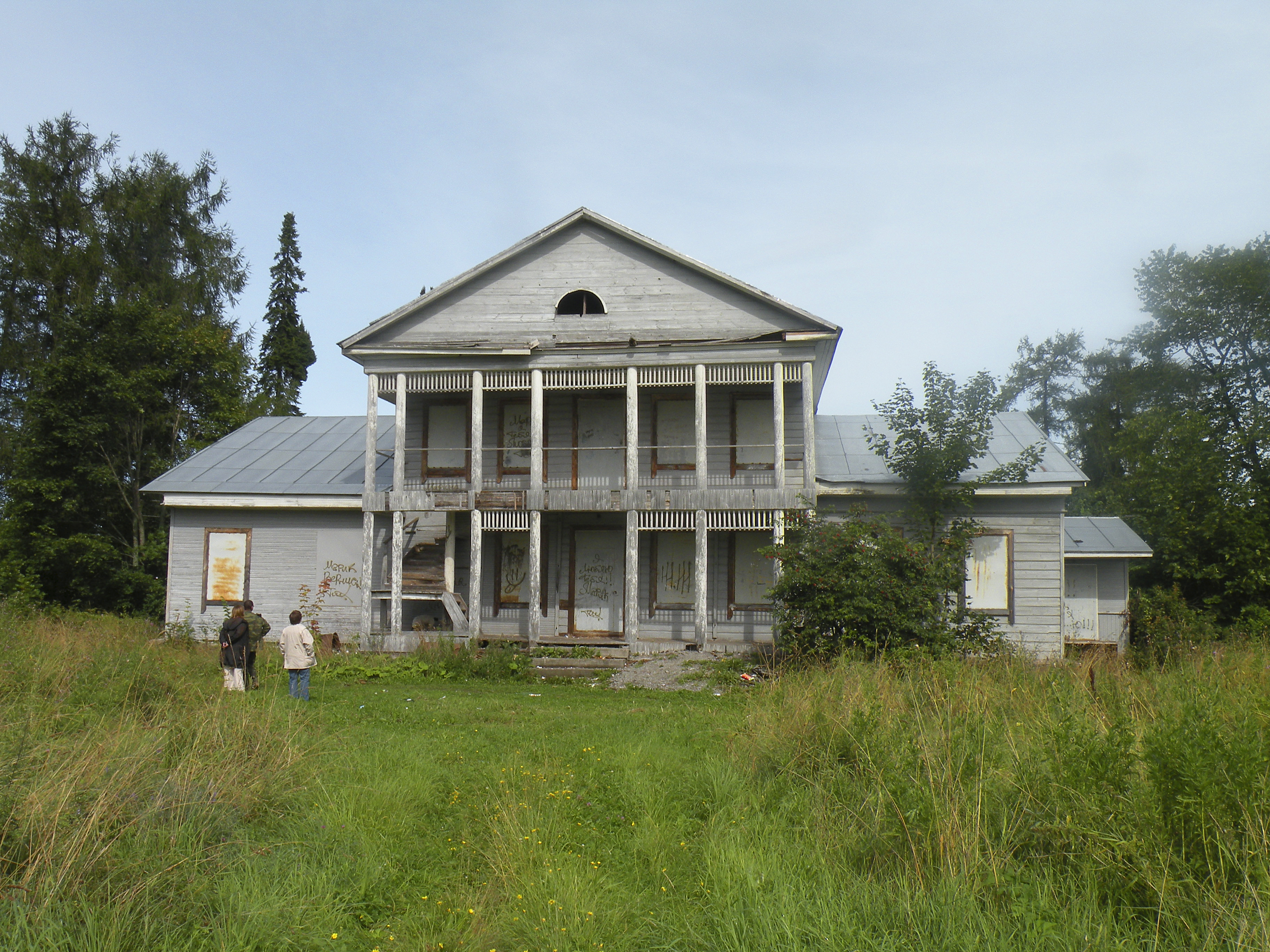
«Дача Маннергейма» в пос. Мельниково
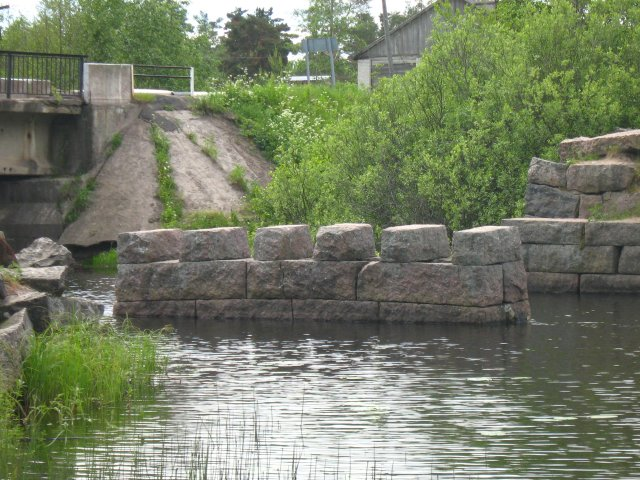
Остатки старого моста через Вуоксу
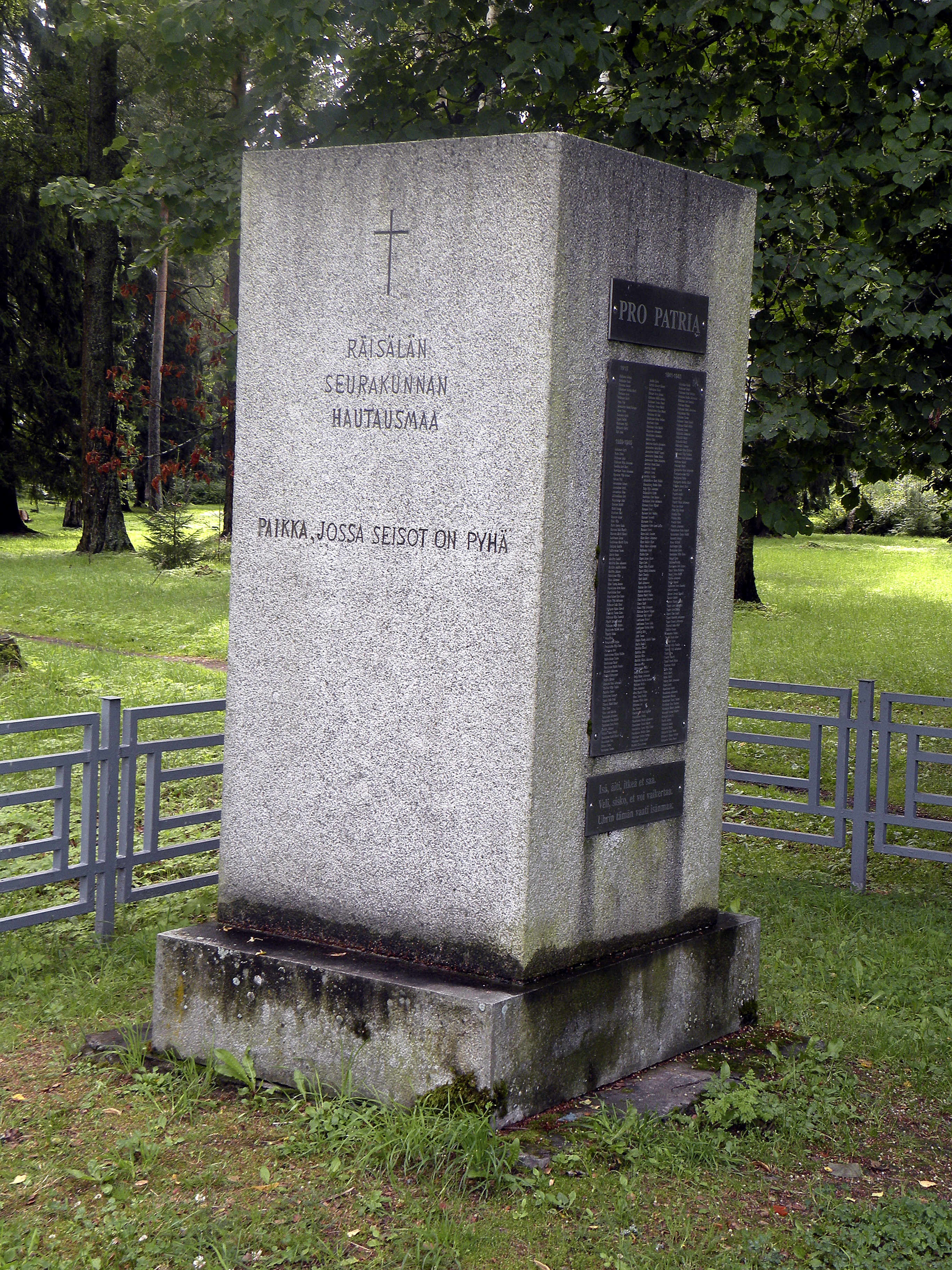
«PRO PATRIA» (ЗА РОДИНУ). Памятник финским солдатам, погибшим в войнах 1918, 1939–1940, 1941—1944 годах

## Знаменитые уроженцы
- Артур Сигберг[фин.] — финский учитель и певец
- Адольф Штренг[фин.] — финский латинист
- Петер Теодор Швиндт — археолог, посвятивший свою жизнь раскопкам древностей Карелии, и в частности Карельского перешейка
- Юхо Лаллукка — финский предприниматель, торговый советник и меценат

## Улицы
Балаханова, Берёзовая, Выборгская, Елизаветинская, Берёзовая аллея, Заречная, Калинина, Ленинградская, Липовая, Новосёлов, Речная, Садовая, Сосновая, Тихая, Школьная.